# Orden der vereinigten Herzen
Der Orden der vereinigten Herzen, Ordre  de la Concorde,  war ein nassauischer Ritterorden.
Gestiftet wurde er am 15. März 1696 von den zwei Fürsten  von Nassau. Als Stifter werden Wilhelm zu Nassau-Dillenburg und Franz Alexander Fürst zu Nassau-Hadamarn genannt.
Anlass war die  Bewahrung und Versicherung  der gegenseitigen Freundschaft und die Erhaltung der Eintracht. In diesem Orden war die Aufnahme von Ausländern möglich.
Die Ordensdekoration war ein emailliertes Herz mit den beiden Stifternamen an den Seiten.